# Crângu (gmina)
Crângu – gmina w Rumunii, w okręgu Teleorman. Obejmuje miejscowości Crângu i Secara. W 2011 roku liczyła 1467 mieszkańców. 